# Kapachi
Kapachi è un ward dello Zambia, parte della Provincia Orientale e del Distretto di Chadiza.